# Санкт Файт ан дер Глан
Санкт Файт ан дер Глан (на немски: Sankt Veit an der Glan, на немски се произнася Занкт Файт ан дер Глан, на словенски Šentvid, Шентвид, в най-близък превод Санкт Файт на Глан, кратък вариант Санкт Файт) е град в Южна Австрия. Разположен е около река Глан в едноименния окръг Санкт Файт ан дер Глан на провинция Каринтия. Главен административен център на окръг Санкт Файт ан дер Глан. Надморска височина 482 m. Отстои на около 15 km на север от провинциалния център град Клагенфурт. Има жп гара. Население 12 847 жители към 1 април 2009 г.

## Побратимени градове
- Сундбюбери, Швеция
- Халтерн ам Зее, Германия